# Psoralea lupinella
Psoralea lupinella là một loài thực vật có hoa trong họ Đậu. Loài này được Michx. miêu tả khoa học đầu tiên.